# Cimetière Bel-Air
Le cimetière Bel-Air est un cimetière catholique à Dakar (Sénégal).
Le lieu-dit de Bel Air abrite un cimetière initialement destiné aux habitants de Gorée, chrétiens ou musulmans depuis 1832, puis ouvert aux militaires et aux résidents de Dakar. En 1857, son entretien est confié aux religieux de la Mission, affirmant ainsi progressivement l’identité chrétienne du cimetière qui perdure par la suite. Il comprend une partie civile et une partie militaire, qui honore les soldats de l’infanterie coloniale ou des régiments de tirailleurs sénégalais morts au combat. En mémoire des soldats tombés au cours de la Première Guerre mondiale, un monument porte l’inscription « À nos morts coloniaux ». Près de l’entrée, une statue, œuvre du sculpteur Hippolyte Marius Galy, honore les morts de l’AOF.
Y reposent notamment l'ancien président du Sénégal Léopold Sédar Senghor, son fils Philippe Maguilen-Senghor et sa seconde épouse Colette Senghor, mais aussi l'ancien ministre des finances du Sénégal André Peytavin.